# 锯齿柳
锯齿柳（学名：Salix serrulatifolia）为杨柳科柳属下的一个变型。

## 扩展阅读
維基物種上的相關：锯齿柳